# Flachkopf-Stachelzwergmaus
Die Flachkopf-Stachelzwergmaus (Mus platythrix) ist ein auf dem indischen Subkontinent verbreitetes Nagetier in der Gattung der Mäuse. Sie ist sehr eng mit der Felsenstachelmaus (Mus saxicola) verwandt und stellt vermutlich deren Schwestertaxon dar. Aufgrund eines variierenden diploiden Chromosomensatzes mit 26 oder 30 Chromosomen (2n=26, 2n=30) könnte es sich bei den unter dieser Art zusammengefassten Populationen um eine Artengruppe handeln.

## Merkmale
Diese Maus zählt zu den kleinen Gattungsvertretern mit einer Kopf-Rumpf-Länge von 77 bis 123 mm, einer Schwanzlänge von 51 bis 81 mm und einem Gewicht von etwa 18 g. Das teilweise stachlige Fell der Oberseite hat eine dunkelbraune Farbe. Auf der Unterseite ist hellgraues bis weißes Fell vorhanden und der Schwanz ist unterseits heller als oberseits. Die acht oder zehn Zitzen der Weibchen sind paarig angeordnet. Die Haare der Oberseite sind manchmal an den Wurzeln abgeflacht.

## Verbreitung und Lebensweise
Die Flachkopf-Stachelzwergmaus kommt hauptsächlich im mittleren und südlichen Indien vor und hat kleine disjunkte Populationen weiter nördlich. Die Exemplare leben im Flachland und in Gebirgen bis 2000 Meter Höhe. Sie halten sich in laubabwerfenden Wäldern, Buschländern, auf Grasflächen und in Kulturlandschaften auf. Die Art meidet kühle Wüstenregionen.
Diese nachtaktive Maus lebt vorwiegend auf dem Erdboden. Sie ernährt sich von Kleintieren und Pflanzenteilen. Die Fortpflanzung erfolgt zwischen Mai und Februar. Ein Wurf enthält 2 bis 9 Neugeborene und die Anzahl der jährlich zur Welt gebrachten Nachkommen eines Weibchens liegt durchschnittlich bei 18. Die Exemplare sammeln kleine Steine, mit denen sie ihr unterirdisches Nest polstern.

## Gefährdung
Aufgrund fehlender Bedrohungen und einer stabilen Gesamtpopulation gilt die Flachkopf-Stachelzwergmaus laut IUCN als nicht gefährdet (least concern).